# Manjhanpur
Manjhanpur ist eine Stadt im indischen Bundesstaat Uttar Pradesh.
Die Stadt ist das Hauptquartier des Distrikts Kaushambi. Manjhanpur hat den Status einer Kleinstadt (Nagar Panchayat). Die Stadt ist in 12 Wards gegliedert. Sie hatte am Stichtag der Volkszählung 2011 16.457 Einwohner, von denen 8.717 Männer und 7.740 Frauen waren. Hindus und Muslime bilden jeweils einem Anteil von ca. 49 % der Bevölkerung in der Stadt. Die Alphabetisierungsrate lag 2011 bei 68,18 %.